# Марк 2 (радиотелескоп)
Марк 2 (англ. Mark II) — радиотелескоп в обсерватории Джодрелл-Бэнк рядом с Густри, Чешир, Северо-Западная Англия. Строительство телескопа было завершено в 1964 году. Проект этого телескопа был взят за основу при создании первого 18,3‑метрового (60‑футового) радиотелескопа станции космической связи в Гунхилли, а также телескопа Марк 3.
Первоначальная поверхность зеркала телескопа была более правильной, чем у радиотелескопа имени Б. Ловелла на момент его ввода, то есть «Марк 2» был лучше приспособлен для наблюдений на высоких частотах. Кроме работы в одиночном режиме, он также использовался в режиме интерферометра вместе с радиотелескопом имени Б. Ловелла, образуя базу длиной 425 м. «Марк 2» обычно используется в составе интерферометрической сети МЕРЛИН и для наблюдений в режиме радиоинтерферометрии со сверхдлинными базами (РСДБ).